# Simone Asselborn-Bintz
Simone Asselborn-Bintz, née le 24 janvier 1966 à Esch-sur-Alzette (Luxembourg), est une éducatrice et femme politique luxembourgeoise, membre du Parti ouvrier socialiste luxembourgeois (LSAP).

## Biographie
Après avoir rejoint le Parti ouvrier socialiste luxembourgeois (LSAP) en 2002, elle est d'abord conseillère communale à Sanem à la suite des élections communales du 9 octobre 2005 puis, échevine à partir de 2011, elle est ensuite réélue en 2017. En raison de la démission de Georges Engel, Simone Asselborn-Bintz est nommée bourgmestre de la commune de Sanem par arrêté grand-ducal puis assermentée en date du 13 juillet 2020 en présence de la ministre de l'Intérieur, Taina Bofferding. C'est la première femme à occuper cette fonction dans la commune,.
Du 17 avril 2018 au 30 octobre 2018, Simone Asselborn-Bintz remplace Roger Negri à la Chambre des députés dans la circonscription Sud. Elle est alors membre de la Commission des Comptes, la Commission de l'Éducation nationale, de l'Enfance et de la Jeunesse mais aussi de la Commission de l'Environnement.
Le 21 janvier 2020, en raison de la nomination de Alex Bodry au Conseil d'État, Simone Asselborn-Bintz lui succède au Parlement où elle représente le Parti ouvrier socialiste luxembourgeois dans la circonscription Sud.
Simone Asselborn-Bintz est la fille de Aly Bintz et Micky Erpelding.